# Jaime Rosales (calciatore)
Jaime Heliberto Rosales Chirinos, meglio noto come Jaime Rosales (Olanchito, 8 giugno 1978), è un ex calciatore honduregno, di ruolo difensore.

## Carriera

### Nazionale
Nel 2000 ha partecipato, insieme alla selezione honduregna, ai Giochi della XXVII Olimpiade di Sydney.
Nel 2003 ha partecipato alla CONCACAF Gold Cup.

## Palmarès

### Club

#### Competizioni nazionali
- Campionato honduregno: 1

Olimpia: 2008-2009 Apertura